# Курганская детская железная дорога

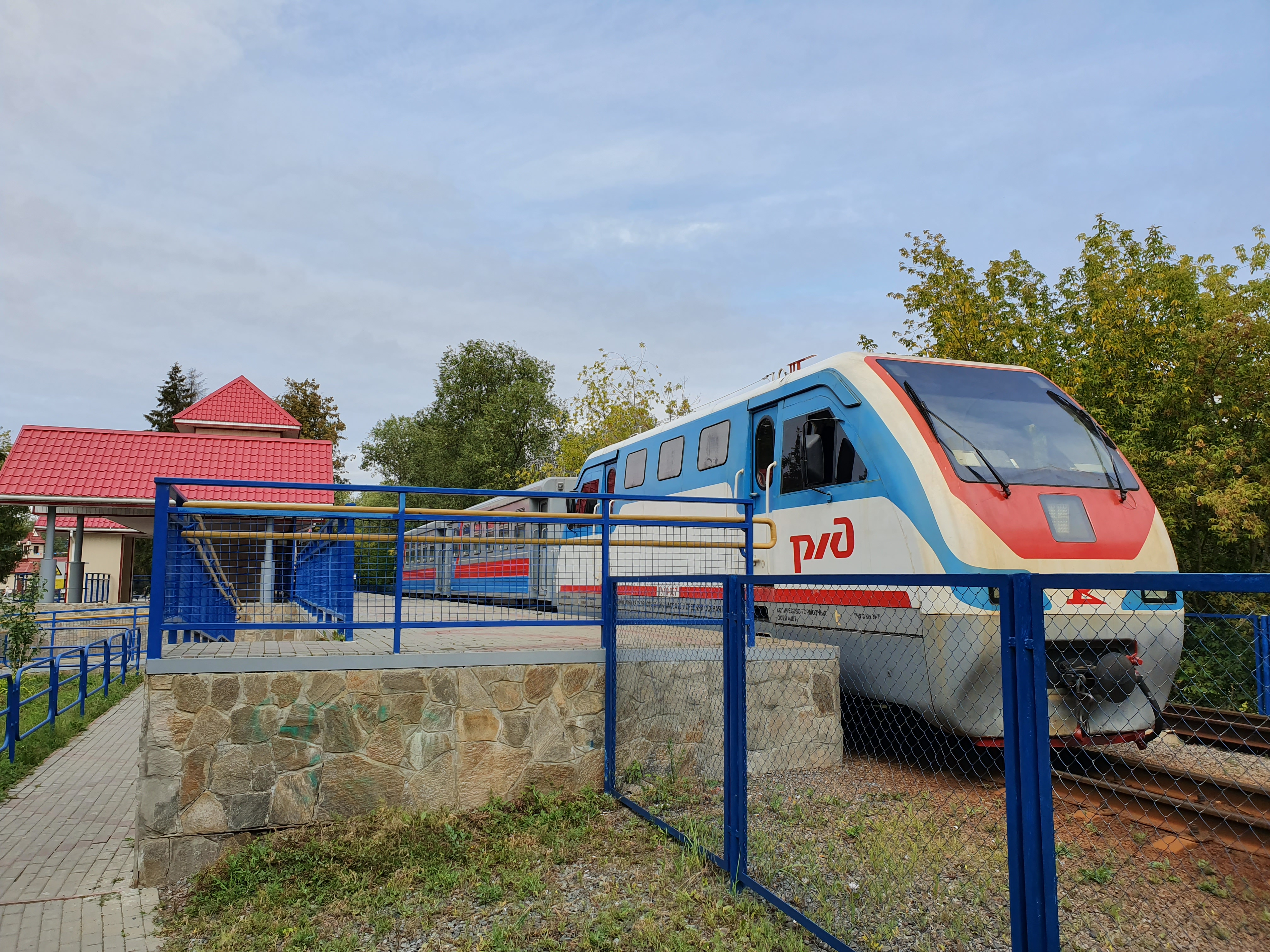
Станция «Пионерская»

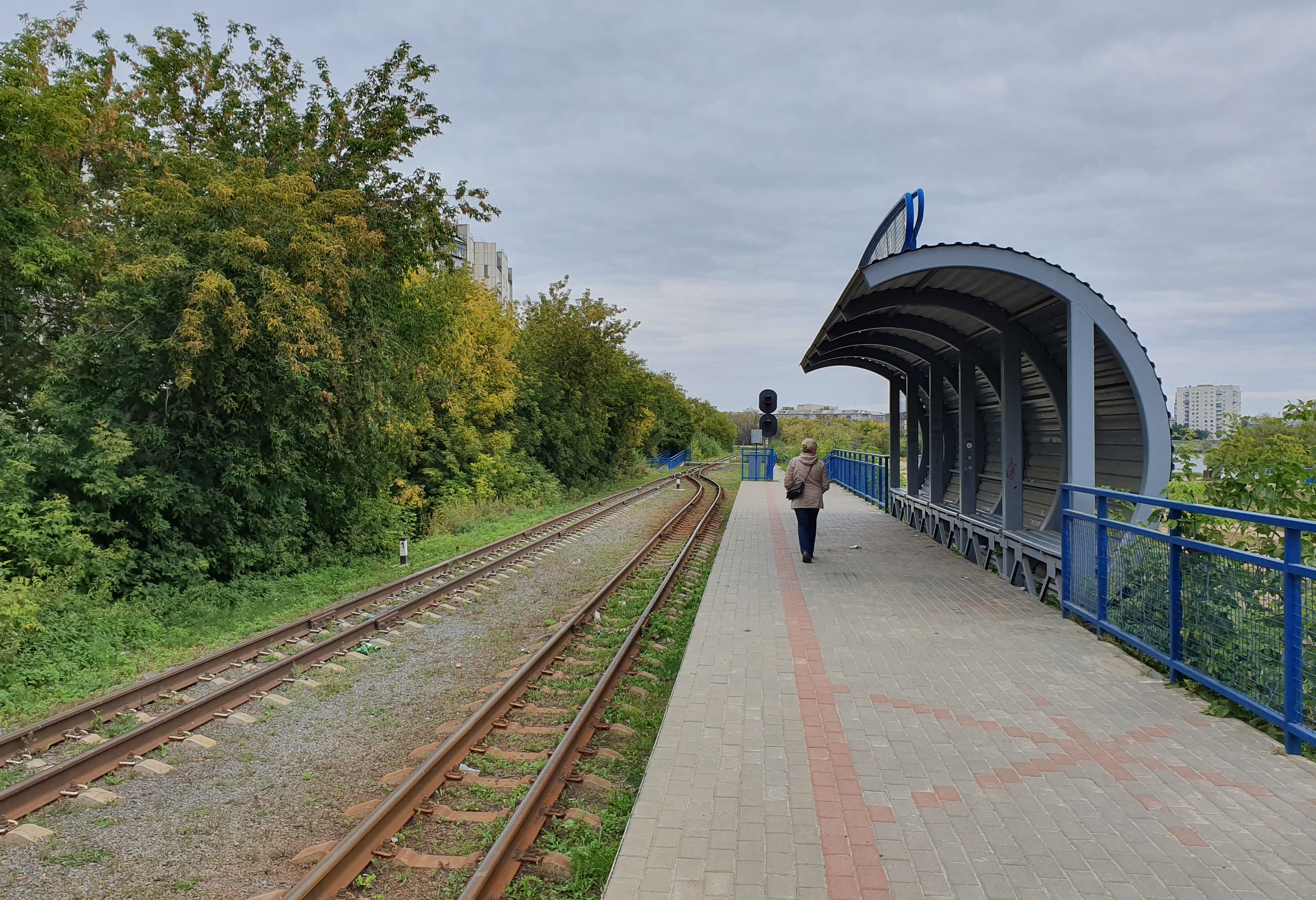
Станция «Звездочка»

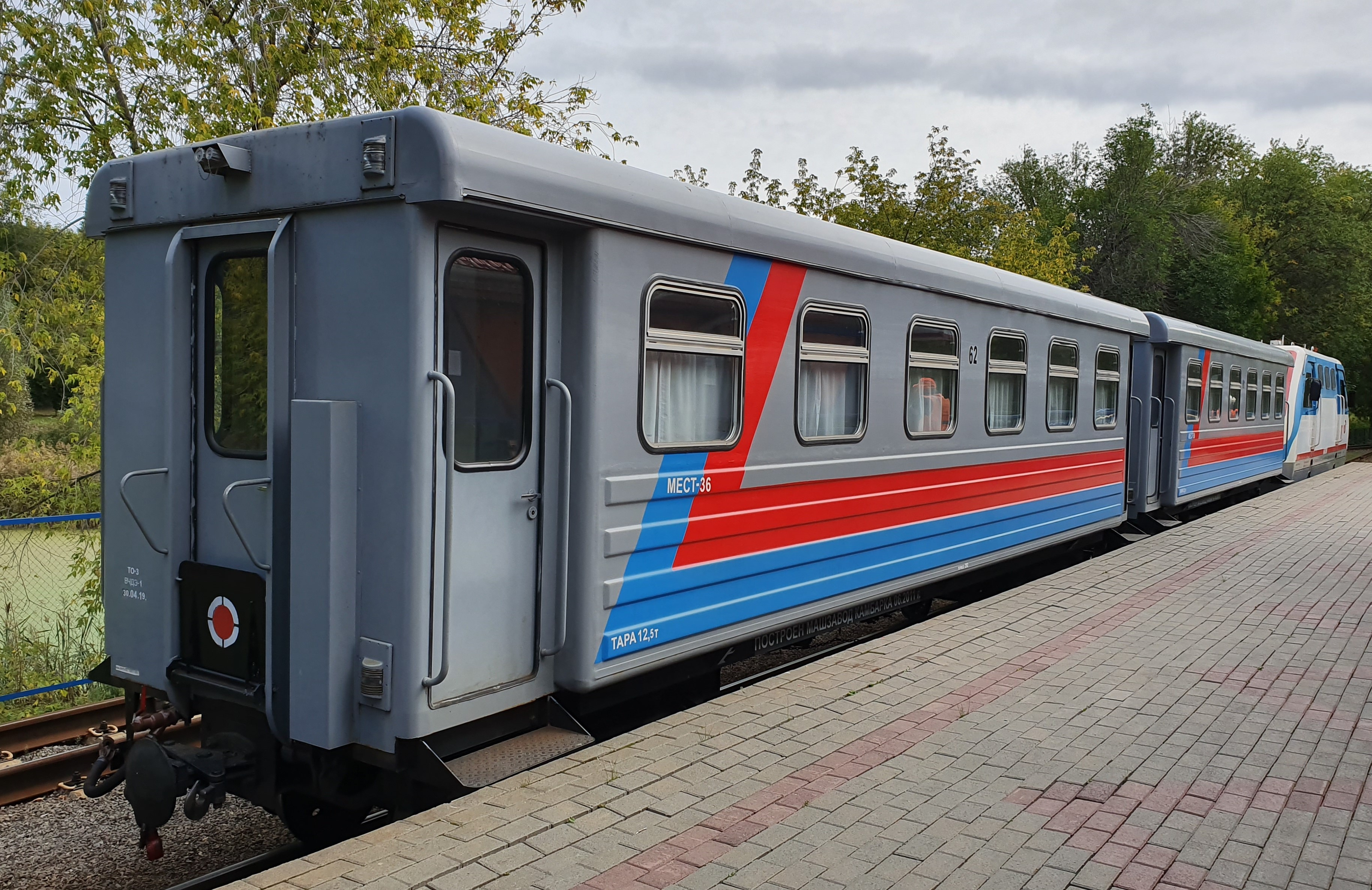
Перед отправлением со станции «Пионерская»

Курганская детская железная дорога — узкоколейная детская железная дорога в Кургане. Открыта 13 августа 1989 года.
Предприятие-куратор: Южно-Уральская железная дорога — филиал ОАО «Российские железные дороги». Курганская ДЖД является филиалом Челябинской ДЖД.

## История
Строительство начато в 1986 году.
Открыта 13 августа 1989 года.
В 1997 году Курганская детская железная дорога не работала, так как рассматривался вопрос о её передаче в муниципальную собственность. В 1998 году работа продолжилась в составе ЮУЖД.
В 2010—2011 годах был произведён капитальный ремонт полотна и станционных построек. На всем протяжении пути уложены бетонные шпалы.

## Подвижной состав
В 1987 году в Курган был доставлен тепловоз ТУ2-047 из депо Шильда (Орское отделение Южно-Уральской железной дороги). Ранее тепловоз работал на узкоколейной железной дороге Шильда — Совхоз Озёрный.
Остальной подвижной состав Курганской ДЖД получен в 1989 году с закрытой в конце 80-х казахстанской узкоколейки Булаево — Молодогвардейская, принадлежавшей Петропавловскому отделению Южно-Уральской железной дороги — тепловоз ТУ2-159, а также 2 пассажирских вагона PAFAWAG.
С момента открытия железной дороги и до конца 90-х использовался ТУ2-047. Затем его место занял ТУ2-159, проработавший до осени 2011 года. Всё это время эксплуатировались два пассажирских
вагона PAFAWAG серии 3Aw, выпущенные в Польской Народной Республике в конце 50-х.
В сентябре 2011 года в Курган был доставлен новый тепловоз ТУ10-007, а весной 2012 года — два вагона ВП750 производства Камбарского машиностроительного завода. Они начали эксплуатироваться с началом нового сезона — 4 мая 2012 года.

## Трасса
Трасса узкоколейной железной дороги на протяжении около 250 метров пролегает по Центральному парку культуры и отдыха им. 50-летия Великого Октября (ЦПКиО). На границе парка находится железобетонный мост через Битёвку (старое русло реки Тобол), протяжённость которого составляет 55 метров. Мост является низководным, и периодически затапливается во время весеннего разлива реки Тобол. Далее находится сложный участок — уклоном 19 ‰ линия узкоколейной железной дороги поднимается на набережную-дамбу, отсыпанную вдоль берега реки Тобол для защиты города от наводнений. Вблизи пассажирской паромной переправы через реку Тобол и пляжа «Бабьи пески» находится станция Звёздочка — южный конечный пункт. Планировалось, что от станции Звёздочка линия узкоколейной железной дороги будет продлена до стадиона «Локомотив» и далее до комбината «Синтез».

## Станции
- Пионерская — расположена в северо-восточной части ЦПКиО. На станции возведен вокзал и две высокие посадочные платформы.
- Звездочка — расположена в юго-восточной части микрорайона Шевелёвка. Имеет высокую посадочную платформу, перрон с навесом из поликарбоната.

## Начальники дороги
- До 2009 года Усольцев Владимир Григорьевич
- С 2009 года Кащеев Сергей Николаевич

## Интересные факты
В 1991 году на дороге случилось первое происшествие — на автомобильном переезде (пересечении с внутрипарковым автопроездом) произошло столкновение тепловоза с автомобилем ВАЗ-2109, водитель которого уснул за рулём.